# ديفيد تشونغ
ديفيد تشونغ (بالإنجليزية: David Chung)‏ هو لاعب غولف أمريكي، ولد في 14 يناير 1990 في فاييتفيل في الولايات المتحدة.

## وصلات خارجية
- ديفيد تشونغ على موقع رابطة لاعبي الغولف المحترفين (الإنجليزية)
- ديفيد تشونغ على موقع التصنيف العالمي الرسمي للغولف (الإنجليزية)